# Tegenaria agnolettii
Tegenaria agnolettii là một loài nhện trong họ Agelenidae.
Loài này thuộc chi Tegenaria. Tegenaria agnolettii được Paolo Marcello Brignoli miêu tả năm 1978.